# Ramučiai
Ramučiai – wieś na Litwie, w północnej części kraju, w okręgu szawelskim, w rejonie okmiańskim.
Według danych ze spisu powszechnego w 2001 roku we wsi mieszkało 490 osób. Według danych z 2011 roku wieś była zamieszkiwana przez 435 osób – 225 kobiet i 210 mężczyzn.